# Anne Sylvestre
Anne Sylvestre (francès: [an silvɛstʁ]: nascuda Anne-Marie Beugras; Lió, França, 20 de juny de 1934 - París, 30 de novembre de 2020) va ser una cantautora francesa.

## Biografia
Anne Sylvestre va néixer a Lió el 20 de juny de 1934. Filla d'Albert Beugras i germana d'escriptor Marie Chaix. El seu pare va ser un polític col·laboracionista durant l'Ocupació de França. Marie Chaix va escriure un llibre sobre el paper del seu pare durant l'Ocupació, Les Lauriers du lac de Constance (1974).
Mentre estudiava Literatura a la Sorbona, Anne Sylvestre va començar a cantar en cabarets ela anys 50 i va ser descoberta per Michel Valette. Jean-Claude Pascal va enregistrar la seva cançó "Porteuse d'eau" amb el títol "La terre" (1958). Va començar el 1959, i Georges Brassens va escriure un prefaci pel seu segon àlbum (1962). Des de 1962, també va escriure i va cantar per nens (Fabulettes). Va escriure una cançó per Serge Reggiani, "La Maumariée" (1968). Va enregistrar un duet còmic amb Boby Lapointe, "Depuis l'temps que j'l'attends mon prince charmant" (Fa temps que espero el meu príncep encantador (1969).
El 1973, va crear la seva pròpia empresa d'enregistrament per editar els seus àlbums. El 1976, juntament amb Isabelle Aubret, va enregistrar àlbum Fabulettes et Chansons d'Anne Sylvestre. El 1987, va fer un espectacle amb la cantant Pauline Julien del Quebec (Gémeaux croisées, 1987-1988). Amb l'amic i cantant Michèle Bernard, va fer un espectacle dirigit a nens, Lala et le Cirque du vent (1992-1996). També va cantar en escena amb Agnès Bihl en l'espectacle Carré de Dames (2012).
Les seves cançons engloben una gran gamma de temes. Les seves cançons d'amor són sovint nostàlgiques ("Le Pêcheur de perles", 1967; "La Chambre d'or", 1969). Algunes de les seves cançons no podrien ser retransmeses a causa del seu fort compromís, i altres contenen profanitats, com "Les Gens qui doutent" (1977). Algunes cançons tracten temes difícils com la pobresa ("Porteuse d'eau", 1961), els sense llar ("Pas difficile", 1986), l'educació en una societat de consum ("Abel Caïn, mon fils", 1971), la guerra ("Berceuse de Bagdad", 2003). Nombroses cançons donen un aspecte feminista a la vida de les dones: "No, tu n'as pas de nom" (1973) l'avortament, "La Vache engagée" (1975), "Une sorcière comme les autres" (1975) sobre maternitat, "La Faute à Ève" (1978), sobre els drets de les dones, "Rose" (1981), sobre embarassos d'adolescents ("Juste une femme" (2013) sobre sexisme. També va donar suport al matrimoni de persones del mateix sexe ("Gai marions-nous", 2007).

## Discografia
| Any  | Àlbum                            | Posició | Certificació |
| Any  | Àlbum                            | FR      | Certificació |
| ---- | -------------------------------- | ------- | ------------ |
| 1961 | Anne Sylvestre chante…           |         |              |
| 1962 | La femme du vent                 |         |              |
| 1963 | Vous aviez, ma belle             |         |              |
| 1964 | T'en souviens-tu la Seine        |         |              |
| 1965 | Lazare et Cécile                 |         |              |
| 1967 | Berceuse pour moi                |         |              |
| 1968 | Mousse                           |         |              |
| 1969 | Aveu                             |         |              |
| 1969 | Fabulettes                       |         |              |
| 1971 | Abel, Caïn, mon fils             |         |              |
| 1973 | Les pierres dans mon jardin      |         |              |
| 1975 | Une sorcière comme les autres    |         |              |
| 1975 | L'école                          |         |              |
| 1976 | Les Nouvelles Fabulettes         |         |              |
| 1977 | Comentari je m'appelle           |         |              |
| 1977 | Chansons pour…                   |         |              |
| 1978 | J'ai de bonnes nouvelles         |         |              |
| 1979 | La Ruda, l'école, le plaça       |         |              |
| 1981 | Dans la vie en vrai              |         |              |
| 1985 | Écrire pour ne pas mourir        |         |              |
| 1986 | Tant de choses à vous dire       |         |              |
| 1989 | La Balada de Calamitat Jane      |         |              |
| 1994 | D'amour et de mots               |         |              |
| 1997 | Chante... au bord de La Fontaine |         |              |
| 1998 | Les arbres verts                 |         |              |
| 2000 | Partage des eaux                 |         |              |
| 2003 | Les chemins du vent              |         |              |
| 2007 | Adéu mélanco                     | 81      |              |
| 2013 | Juste une femme                  | 193     |              |

## Premis
- 1963: Grand Prix du disque de l'Académie Charles-Cros
- 1965: Grand Prix du disque de l'Académie Charles-Cros
- 2009: Grande médaille de la chanson française